# دهقان‌اریق
دهقان‌اریق جماعت و شهرکی در جنوب‌غربی کشور تاجیکستان است که در ناحیهٔ فرخار ولایت ختلان قرار دارد. جمعیت این جماعت ۹٬۰۷۶ است.